# X.Org 서버
X.Org 서버(X.Org Server)는 X.Org 재단에 의해 구성된 X 윈도 시스템용 디스플레이 서버 구현체인 자유-오픈 소스 구현체이다. 이 프로토콜의 클라이언트 사이드 구현체로는 Xlib와 XCB 등으로 이용이 가능하다.

## 소프트웨어 구조
X.Org 서버는 서버 사이드의 X 윈도우 시스템 코어 프로토콜 버전 11(X11)과 이 버전의 확장(예: RandR)을 구현한다.
버전 1.16.0은 systemd 기반의 런칭 및 관리를 지원함으로써 부팅 성능과 신뢰성을 높였다.

### DIX(Device Independent X)
DIX(Device Independent X)는 클라이언트와 통신하고 소프트웨어 렌더링을 구현하는 X.Org 서버의 일부이다. 메인 루프와 이벤트 전달은 DIX의 일부분이다.

### DDX(Device Dependent X)
DDX(Device Dependent X)는 하드웨어와 통신하는 x-server의 일부이다.

#### 2D 그래픽스 드라이버
역사적인 이유로 X.Org 서버는 일부 형태의 2D 렌더링 가속을 지원하는 그래픽스 장치 드라이버를 포함하고 있다.

##### 가속 아키텍처
(적어도) XAA(XFree86 Acceleration Architecture), EXA, UXA, SNA가 있다.

##### 글래머
글래머(Glamor)는 X 렌더 프리미티브를 OpenGL 명령으로 변환하는 X 서버용, 하드웨어 독립적인 2D 가속 드라이버이며 기존 3D OpenGL 드라이버의 장점을 취한다. 이러하 방식으로, 기능은 쿼츠 익스트림과 쿼츠GL(2D 성능 가속)→(애플 쿼츠 컴포지터용)과 비슷하다.
글래머의 궁극적인 목적은 모든 DDX 2D 그래픽스 장치 드라이버와 가속 아키텍처를 대체시킴으로써 지원하는 모든 그래픽 칩셋을 위해 X 2D 특화 드라이버들의 작성 필요성을 없애는 것이다. 글래머는 셰이더 지원을 위해 3D 드라이버가 필요하다.

##### 가상화
가상화 환경 내부의 시스템에서 동작하는 X.Org 서버 인스턴스를 위한 별개의 특수한 DDX가 존재한다: xf86-video-qxl는 "QXL 비디오 장치"용 드라이버이다. SPICE는 이 드라이버를 활용하지만 이 드라이버 없이도 동작한다.
데비안 저장소에서는 다음으로 호칭한다: xserver-xorg-video-qxl, cf. https://packages.debian.org/buster/xserver-xorg-video-qxl

#### 입력 스택
데비안에서 입력과 관련한 드라이버들은 /usr/lib/xorg/modules/input/에서 볼 수 있다. 이러한 드라이버의 이름은 이를테면 다음과 같다: evdev_drv.so, mouse_drv.so, synaptics_drv.so, wacom_drv.so.

#### 기타 DDX 구성 요소
- XWayland
- XQuartz
- Xspice
- Xephyr
- RandR

## 채택
- 유닉스, 리눅스
- 마이크로소프트 윈도우
- OS X

## 역사

### 릴리스
| 버전                                                   | 날짜             | X11 릴리스       |
| ------------------------------------------------------ | ---------------- | ---------------- |
| 1.0                                                    | 2005년 12월 21일 | X11R7.0 (1.0.1)  |
| 1.1                                                    | 2006년 5월 22일  | X11R7.1 (1.1.0)  |
| 1.2                                                    | 2007년 1월 22일  | X11R7.2 (1.2.0)  |
| 1.3                                                    | 2007년 4월 19일  |                  |
| 1.4                                                    | 2007년 9월 6일   | X11R7.3 (1.4.0)  |
| 1.5                                                    | 2008년 9월 3일   | X11R7.4 (1.5.1)  |
| 1.6                                                    | 2009년 2월 25일  |                  |
| 1.7                                                    | 2009년 10월 1일  | X11R7.5 (1.7.1)  |
| 1.8                                                    | 2010년 4월 2일   |                  |
| 1.9                                                    | 2010년 8월 20일  | X11R7.6 (1.9.3)  |
| 1.10                                                   | 2011년 2월 25일  |                  |
| 1.11                                                   | 2011년 8월 26일  |                  |
| 1.12                                                   | 2012년 3월 4일   | X11R7.7 (1.12.2) |
| 1.13                                                   | 2012년 9월 5일   |                  |
| 1.14                                                   | 2013년 3월 5일   |                  |
| 1.15                                                   | 2013년 12월 27일 |                  |
| 1.16                                                   | 2014년 7월 17일  |                  |
| 1.17                                                   | 2015년 2월 4일   |                  |
| 1.18                                                   | 2015년 11월 9일  |                  |
| 1.19                                                   | 2016년 11월 15일 |                  |
| 1.20                                                   | 2018년 5월 10일  |                  |
| 범례:오래된 버전오래된 버전, 지원 중최신 버전배포 예정 |                  |                  |

## 같이 보기
- 참조 구현